# Rubin
 For alternative betydninger, se Rubin (flertydig). (Se også artikler, som begynder med Rubin)
En rubin er den ædelsten som er den røde variant af mineralet korund (aluminiumoxid). Den røde farve, som kan variere fra bleg lyserød til dyb blodrød, skyldes indholdet af krom. Navnet stammer fra latin ruber, som betyder rød. Naturlige rubiner er meget sjældne, men rubiner kan fremstilles syntetisk. Store perfekte (mørkerøde klare) rubiner  er både sjældne og kostbare. De vurderes efter samme kriterier som  diamanter og kan være mere eftertragtede. Rubinen kaldes også for "Ædelstenenes Dronning".
I Afrika, Asien, Grønland, Madagaskar og North Carolina er der minedrift efter rubiner. De findes oftest i Myanmar (Burma), Kenya, Madagaskar, Cambodja, Indien, Thailand, Afghanistan, Kina, Sibirien og Sri Lanka.
I nogle rubiner, der er slebet runde, ses en stjerne med seks stråler. Disse stjernerubiner er særdeles værdifulde, hvis stjernen er naturlig. Den kan kunstigt "skydes" i stenen.
Andre fyldes med lead glass (blyglas), der smeltes og får stenene til at fremtræde smukkere.
Uklare rubiner findes indlejret i grønne varieteter af mineralet zoisit. Stenen med de indlejrede rubiner slibes til smykkesten. 
Mange sten, der bliver solgt som rubiner, er uægte: Den bøhmiske rubin er rosa kvarts, den sibiriske rubin er lyserød turmalin og den amerikanske rubin er i virkeligheden granat.
Syntetiske rubiner bliver brugt til lejer i ure og videnskabelige apparater. 
Hårdheden er 9 og massefylden 4.

## Mytologiske betydninger og sammenhænge
Der findes en lang række legender om rubiner: øverst i Den hellige gral sidder en stor rubin. Rubinen med den røde farve helbreder sygdomme i blodet og hjertet. Stenen beherskes af Mars, den røde planet, og rubinen skal bæres på den kvindelige (venstre) side af kroppen, for at virke ekstra godt. Den siges at give sin bærer fysisk skønhed og beskytter mod ondt og fysisk vold.
I Oscar Wildes eventyr "Den lykkelige prins" sidder der en rubin i prinsens sværdhæfte. Den får betydning for historien.
Stjernetegnet vædderens sten er rubin.